# Weißjacke oder Die Welt auf einem Kriegsschiff
Weißjacke oder Die Welt auf einem Kriegsschiff (orig. White-Jacket or The World in a Man-of-War) ist ein 1850 erschienener Roman vom US-amerikanischen Autor Herman Melville. In dem Roman beschreibt er eine Reise auf einem Schiff der US-Marine. Hinsichtlich Thematik und Stilistik ist Weißjacke der Vorläufer von Melvilles bekanntestem Roman, Moby Dick.

## Handlung
Melville beschreibt in Weißjacke die Reise der US-amerikanischen Fregatte Neversink. Die Erzählung setzt mit der Ankündigung der Heimreise von Callao in Peru aus ein; zu Romanbeginn befindet sich das Kriegsschiff also bereits am Ende der ersten Reisehälfte. Im Laufe der Erzählung werden Kap Hoorn, Rio de Janeiro sowie der Äquator passiert.
Anhand dieses Rahmens behandelt Melville die verschiedenen Aspekte des Lebens auf dem Kriegsschiff. Dazu zählt zunächst die Beschreibung der Hierarchieebenen an Bord sowie der Personen, die sie auf der Neversink bekleiden. Darüber hinaus werden die verschiedensten Situationen dargestellt, die während der Reise auftreten. Dazu zählen beispielsweise die Unterbringung der Mannschaft, die Sauberhaltung des Schiffs, die Freizeitgestaltung der Matrosen, die Vorgänge im Lazarett, die Bestattung auf See, die Bestrafung bei Vergehen und die Trinkgewohnheiten der Mannschaft mitsamt den damit verbundenen Schmuggelaktivitäten.
Ziel der Erzählung ist die Ausleuchtung aller Aspekte des Kriegsschiffslebens. Darauf weist bereits der Titel Die Welt auf einem Kriegsschiff hin. Darüber hinaus soll die detaillierte Beschreibung ausdrücklich als ein Gleichnis auf das Leben der Menschen auf der Welt dienen:
„Gleich einem Kriegsschiff, das durch die Meere segelt, durchsegelt diese Erde den Weltenraum. Wir Sterbliche sind alle an Bord einer schnell dahinsegelnden, niemals sinkenden Weltenfregatte, deren Schiffbaumeister Gott ist; und sie ist nur ein einziges kleines Fahrzeug in der Milchstraßenflotte, deren Großadmiral Gott ist.“

## Stil und Erzählform
Weißjacke ist in 95 Kapitel sowie eine Schlussbetrachtung aufgeteilt. Die Reise der Neversink ist der Rahmen, in dem die einzelnen Aspekte des Kriegsschifflebens detailliert behandelt werden. Eine eng begrenzte Welt wird bis in die letzte Einzelheit untersucht und als Mikrokosmos betrachtet. Der Schwerpunkt des Romans liegt auf der Beschreibung der normalen Lebensumstände auf dem Schiff. Ein Plot ist nicht vorhanden. Die Erzählung stellt somit eine Aneinanderreihung von Beschreibungen, Anekdoten, Szenen, Porträts und Betrachtungen über philosophische oder juristische Hintergründe des Seelebens dar, die durch den Ort (die Neversink) und die Person Weißjacke zusammengehalten werden.
Der Ich-Erzähler des Romans ist der namensgebende Weißjacke. Er ist Matrose, zuständig für die Arbeit in der Takelage. Den Namen „Weißjacke“ – einen anderen Namen hat er nicht – trägt der Erzähler aufgrund seiner weißen Jacke, die er trägt. Diese Jacke fertigte er selbst aus Segeltuch, nachdem ihm seine vorherige Bekleidung abhandengekommen war. Weißjackes Perspektive ist nicht die von der Kommandobrücke herab, denn er gehört zu den einfachen Matrosen; trotzdem nimmt er auch nicht die Perspektive der Menschen auf dem Mannschaftsdeck ein, sondern betrachtet die Kriegsschiffwelt von seinem Posten an der höchsten Rah der Fregatte aus, was ihm eine freie, breite, ungezwungene und gerechte Darstellung ermögliche.

## Hauptpersonen
Die Hauptperson des Romans ist der Erzähler Weißjacke. Als Ich-Erzähler wird das Kriegsschiffleben aus seiner Perspektive dargestellt. Daneben erscheint eine große Anzahl von Nebenpersonen, die Melville abschließend so charakterisiert: „Doch wir haben gesehen, daß ein Kriegsschiff ja nichts weiter ist als diese unsere altmodische Welt zu Wasser, voll der verschiedensten Naturen, voll seltsamer Widersprüche; und wenn auch hier und da mit ein paar trefflichen Kerlen gesegnet, im ganzen genommen ist sie doch bis an die Sülle ihrer Luken erfüllt von dem Geist Belials und der Hölle.“
Einige öfter auftretende Personen sind:
- Jack Chase: Jack Chase ist ebenfalls Matrose auf der Neversink. Er stammt aus Großbritannien. Chase ist der Melvillesche Entwurf eines idealen Menschen. Er ist ein Mensch mit einem guten Herzen, tapfer, freimütig und wirkt in Konflikten vermittelnd. Chase ist gebildet und kann seine Mannschaftskameraden mit Shakespeare- oder Homer-Rezitationen unterhalten. Er ist tatsächlich Matrose am Großmast der United States gewesen. Ebenso ist er tatsächlich während einer Fahrt desertiert, um in den Unruhen zwischen Peru und Bolivien für Freiheit und Menschenrechte zu kämpfen. Das Konzept des idealen Menschen wurde in Moby Dick in der Person Queequegs ebenfalls dargestellt.

- Kapitän Claret: Claret erscheint im Roman meist als die graue Eminenz im Hintergrund. So wie er aufgrund des zur Mannschaft verschiedenen Tagesablaufs auf dem Schiff eher selten in Erscheinung tritt, taucht er auch in der Erzählung vornehmlich am Rande auf, wenn es beispielsweise um die Durchführung von Bestrafungen geht. Er ist der Monarch des Schiffes, ausgestattet mit absoluter Befehlsgewalt.

- Geschwaderarzt Dr. Cuticle: Der Arzt übt seinen Beruf mit Begeisterung aus. Er schneidet „lieber einem Menschen den Arm [ab]..., als daß er den Flügel des zartesten Fasans zerstückele.“ Hat er „einmal das Messer in der Hand, so stand der mitleidlose Chirurg unverhüllt vor dir.“ Dies wird anhand der Beschreibung einer Amputation deutlich, die Dr. Cuticle entgegen der von den übrigen Schiffsärzten des Geschwaders vertretenen Meinung vornimmt, und die der Patient, ein Matrose, mit dem Leben bezahlt.

## Intention und Bedeutung
In Weißjacke geht es zum einen um die minutiöse Beschreibung des Lebens auf der Fregatte. Diese erfolgt besonders realitätsgetreu, weil Melville selbst zur See fuhr und seinen Betrachtungsgegenstand aus eigener Anschauung kannte. Nach dem Tod des Vaters verließ Melville Neuengland im Januar 1841 auf dem Walfänger Acushnet und erreichte nach einem mehrjährigen Aufenthalt im Pazifik im Oktober 1844 auf der Fregatte United States Boston. Diese Reisejahre und die Erfahrungen an Bord eines Walfängers sowie eines Kriegsschiffs bildeten die Grundlage für Typee (1846), Omoo (1847), White-Jacket (1850) und Moby Dick (1851).
Zum zweiten verfolgt Melville die Anprangerung von Missständen auf dem Schiff. Das Infragestellen der Struktur des Lebens auf dem Kriegsschiff und der praktisch absolutistischen, durch die Marinegesetzgebung gedeckte Herrschaft des Kapitäns des Kriegsschiffs zieht sich wie ein roter Faden durch den Roman und wird stets vor dem Hintergrund behandelt, dass im Heimatland der Neversink, den Vereinigten Staaten von Amerika, zur Handlungszeit des Romans – Mitte des 19. Jahrhunderts – längst eine freiheitliche Gesellschaft eingerichtet ist, deren Vorzüge auf den Schiffen der Kriegsmarine immer noch nicht Einzug gehalten haben. Melville argumentiert bei der Beschreibung der Missstände stets aus der humanistischen Perspektive. Er zieht kaum religiöse oder juristische Argumentationskonzepte heran, sondern fordert Menschlichkeit angesichts der weitgehenden Unmenschlichkeit an Bord ein. Melville ist somit als durch die Aufklärung geprägter und die Demokratie verteidigender Autor einzuordnen.
Einen breiten Raum (Kapitel 33 bis 36) nimmt die Behandlung der Auspeitschung ein. Melville erörtert die durch die Gesetzgebung legitimierte Bestrafungsart ausführlich und hält ein leidenschaftliches Plädoyer gegen die Durchführung dieser unmenschlichen Praxis. Auf seiner Fahrt auf der United States war er während seiner vierzehnmonatigen Dienstzeit Zeuge von 163 Auspeitschungen, wie dem Strafregister der Fregatte entnommen werden kann. Hinsichtlich der Praxis der Auspeitschung kann Melville der Erfolg bescheinigt werden, dass die Prügelstrafe in der amerikanischen Kriegsmarine abgeschafft wurde.